# 氢氧化锶
氢氧化锶（化学式：Sr(OH)2）是锶的氢氧化物。

## 性质
氢氧化锶有无水物、一水合物和八水合物三种。八水合物是无色四方透明潮解晶体，有腐蚀性。水合物加热脱水得无水物。露置于空气中时吸收二氧化碳生成碳酸锶和碳酸氢锶。
氢氧化锶微溶于冷水，易溶于热水，在水中的溶解度随温度的变化较大，因此可以在水溶液中用结晶法与氢氧化钙和氢氧化钡分离。它可溶于酸和氯化铵溶液中，难溶于丙酮。可以与甘油和蔗糖形成不溶性配合物，与有机酸形成不溶性金属皂。

## 制备
由硝酸锶、氯化锶或硫酸锶与氢氧化钠饱和溶液反应，冷却结晶析出八水合物，然后过滤、加热脱水得无水氢氧化锶。
{\displaystyle {\rm {\ Sr(NO_{3})_{2}+2NaOH\rightarrow Sr(OH)_{2}\downarrow +2NaNO_{3}}}}

## 应用
氢氧化锶在欧洲广泛用于甜菜糖的精炼加工，它先生成不溶性的双糖盐，经过分离、精炼后，在通入二氧化碳时，又把糖释出，同时生成难溶的碳酸锶。此外它也用作聚乙烯塑料的稳定剂，用于制取各种锶盐和锶润滑蜡，以及改进性油和油漆的干燥性等。